# Lista de membros correspondentes da Academia Brasileira de Ciências empossados em 2016
Esta lista contém os nomes dos membros correspondentes da Academia Brasileira de Ciências empossados em 2016. 
| Imagem | Nome                                      | Datas de nascimento e falecimento | Local de nascimento  | Área de especialização | Alma mater                                 | Data de posse      | Conhecido por | Referências |
| ------ | ----------------------------------------- | --------------------------------- | -------------------- | ---------------------- | ------------------------------------------ | ------------------ | --- | ----------- |
|        | Donald Fred Towsley                       | 30 de setembro de 1949            | Canadá               | Ciências da Engenharia | Universidade do Texas, EUA                 | 04 de maio de 2016 | | [ 2 ]       |
|        | Kwadwo Osseo-Asare                        | 31 de março de 1947               |                      | Ciências da Engenharia | UC Berkeley, EUA                           | 04 de maio de 2016 | | [ 3 ]       |
|        | Luís António Ferreira Martins Dias Carlos | 08 de setembro de 1964            | Portugal             | Ciências Químicas      | Universidade de Coimbra, Portugal          | 04 de maio de 2016 | Membro da Academia de Ciências de Lisboa                                                                                                   | [ 4 ]       |
|        | Mikhail Lyubich                           | 25 de fevereiro de 1959           | Carcóvia, Ucrânia    | Ciências Matemáticas   | Universidade Nacional da Carcóvia, Ucrânia | 04 de maio de 2016 | | [ 5 ]       |
|        | Thomas Leon Blundell                      | 07 de julho de 1942               | Brighton, Inglaterra | Ciências Biomédicas    | Oxford, Inglaterra                         | 04 de maio de 2016 | Trabalhou com Dorothy Crowfoot Hodgkin (Nobel de Química, 1964). Membro da Royal Society (1984). Co-fundador da Astex Therapeutics (1999). | [ 6 ]       |
|        | Tieniu Tan                                | 20 de janeiro de 1964             | China                | Ciências da Engenharia | Universidade Jiaotong de Xiam, China       | 04 de maio de 2016 | É membro da Academia Chinesa de Ciências.                                                                                                  | [ 7 ]       |
|        | Zhonghe Zhou                              | 19 de janeiro de 1965             | China                | Ciências da Terra      | Universidade de Nanquim, China             | 04 de maio de 2016 | É membro da Academia Nacional de Ciências dos Estados Unidos (2010) e da Academia Chinesa de Ciências (2011).                              | [ 8 ]       |